# Insularno G
Insularno G (font:ᵹ ᵹ; image: ) je oblik slova g rabljen u insularnim fontovima koje ponešto sliči na repato z ili na malo slovo deltu, a rabilo se u Velikoj Britaniji i Irskoj. Prvo ga se rabilo u starorimskoj državi u rimskom kurzivu, potom se pojavilo u irskom poluuncijalnom (insularnom) pismu, i nakon što je put nastavio u staroengleskome, razvio se u srednjoenglesko slovo yogh (Ȝ ȝ). Srednjoengleski je posudio slično slovo, karolinško G s kontinenta i rabio je da dva oblika slova g kao različita slova.
Otočni oblik slova g još se rabi u tradicijskom gaelskom pismu. 
Okrenutu inačicu insularnog g (Ꝿ ꝿ) rabio je William Pryce za označiti velarni nazal ŋ.

## Vanjske poveznice
- Drawing an insular G (here mistaken for yogh)
- Članak Michaela Evertona On the derivation of YOGH and EZH, prikazuje insularno g u nekoliko fontovskih obitelji